# کابینت آب‌ریز ظرف

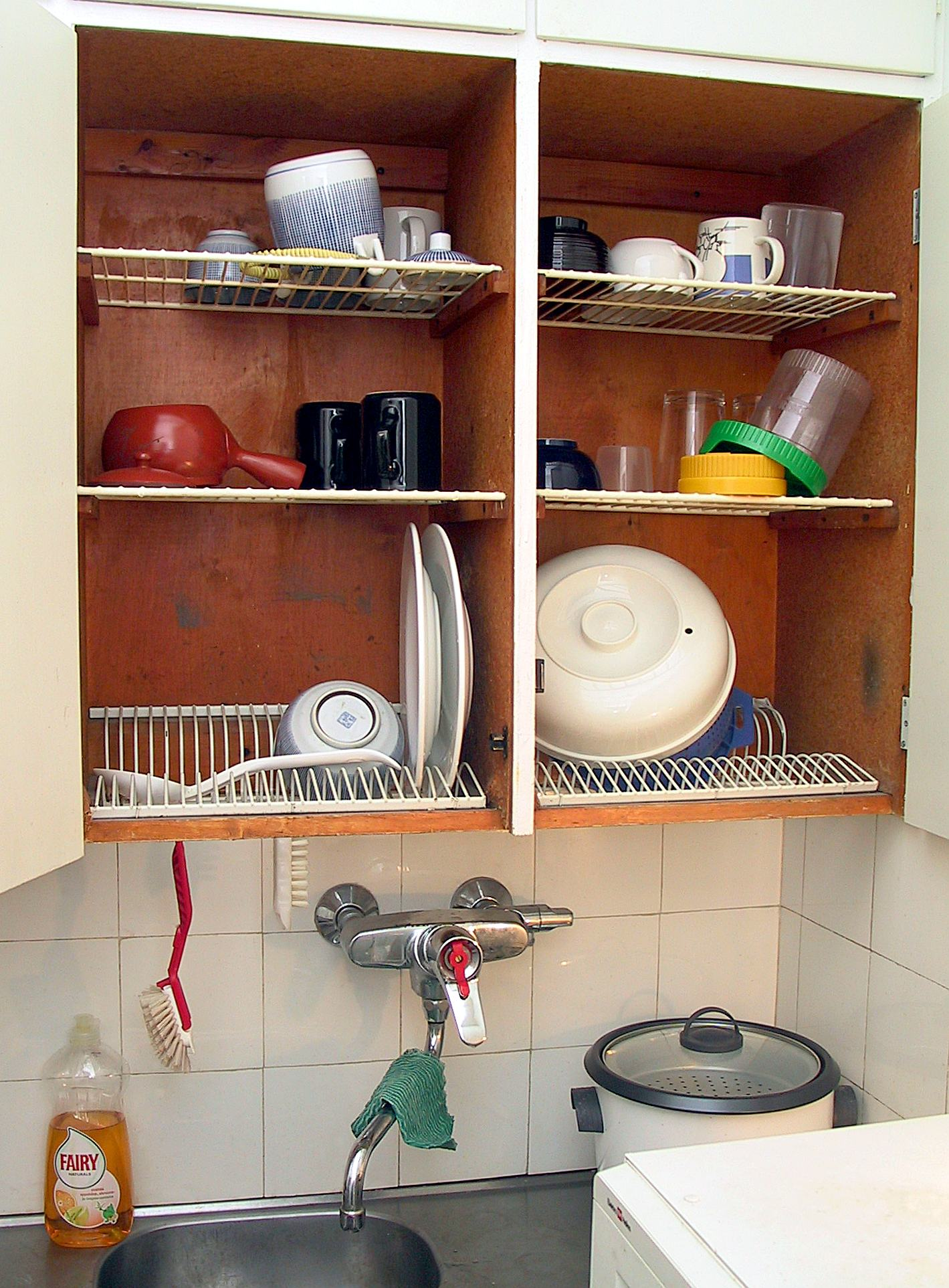
یک کابینت آب‌ریز ظرف.

کابینت آب‌ریز ظرف نوعی آبکش قفسه‌ای شکل و مشبک است که در بالای ظرف‌شویی معمولاً آشپزخانه‌ها نصب می‌گردد. این وسیله برای نگهداری ظروف شسته شده و به منظور بالا رفتن سرعت خشک شدن آنها مورد استفاده قرار می‌گیرد. آب‌ریز ظرف اختراع شده به وسیله یک فنلاندی به نام مایجو گبهارد می‌باشد.